# Fatime
Fatime est un prénom féminin d’origine hongroise. C'est aussi un prénom féminin en Albanie/Kosovo, Macédoine et Turquie se traduisant par « ma chance » (fat = « chance », ime = « à moi »). À ne pas confondre avec Fatima qui est un prénom Musulman d’origine arabe.